# Khenpo Tsultrim Gyamtso Rinpoché
Pour les articles homonymes, voir Gyatso.
Khenpo Tsultrim Gyamtso Rinpoché (tibétain: མཁན་པོ་ཚུལ་ཁྲིམ་རྒྱ་མཚོ་རིན་པོ་ཆེ་, Wylie : mkhan po tshul khrim rgya mtsho rin po che ; né le 1er mars 1934 et mort le 22 juin 2024 au couvent de Tekchokling à Bodnath, de son nom laïc Sherab Lodro, est un éminent yogi lettré de la tradition Kagyupa du bouddhisme tibétain. Il enseigne souvent en occident et est notamment connu pour utiliser les dohas (les chants de réalisation) composés par Milarépa (à qui il est souvent comparé) et d'autres maîtres du passé. En 2010, il est un des trois enseignants seniors du 17e karmapa Orgyen Trinley Dorje.

## Biographie
Sherab Lodro est né en 1934 dans une famille de nomade de Nangchen, dans le Kham (Tibet oriental). Alors qu'il avait 2 ans, son père est décédé soudainement. Sa mère s'est tournée vers la pratique quotidienne du Dharma et Sherab Lodro l'accompagnait dans ses pèlerinages. Pour approfondir l'enseignement du Dharma, il a quitté sa maison à un jeune âge pour recevoir une formation bouddhiste de Lama Zopa Tarchin, qui devait devenir son lama racine. À l'issue de cette formation, pour réaliser directement l'enseignement qu'il a reçu, il a mené la vie ascétique d'un yogi, errant à travers le Tibet et entreprenant des retraites intensives et solitaires dans des grottes et pratiquant le Chöd. Au monastère de Tsourphou, le siège historique de la lignée Karma Kagyu, Rinpoché poursuit sa formation sous la direction du chef de cette lignée, le 16e Karmapa, et d'autres maîtres.

## Exil en Inde
Alors qu'il était en retraite à Nyemo, Rinpoché fut approché par un groupe de nonnes bouddhistes qui fuyaient les troubles militaires de 1959, liés à l'invasion par l'armée chinoise du Tibet. Rinpoché les a menées dans leur fuite du Tibet, en guidant ce groupe de nonnes à travers l'Himalaya et arrivant en sûreté au Bhoutan. 
Il est allé par la suite en Inde du nord, où il a passé les 9 années suivantes au camp de réfugiés tibétain de Buxa Duar au Bengale. Là, il a étudié et a maîtrisé l'érudition bouddhiste des 4 écoles du bouddhisme tibétain et obtenu le degré de Khenpo du 16e Karmapa ainsi que l'équivalent du degré de Geshé Lharampa du 14e Dalai Lama. Sous la direction du Karmapa, il s'est établi par la suite au Bhoutan et au Népal, où il a construit pour les nonnes qu'il avait guidées dans leur fuite un couvent, un centre de retraite et une école, qu'il continue de visiter régulièrement.

## Enseignements
Avec Khenchen Thrangu Rinpoché, Khenpo Rinpoché a officié en tant qu'enseignant principal au  shedra (en) (université monastique) au monastère de Rumtek, le siège du Karmapa en exil. À ce titre, il a formé tous les responsables des lignées majeurs Karma Kagyu. Il a aussi dispensé de nombreux enseignements dans le monde durant ces 20 dernières années. 
Le 17 juillet 1977, Rinpoché est arrivé à Paris, en France, et a commencé à enseigner le Dharma et la langue tibétaine classique. Depuis, Rinpoché a voyagé en Europe, aux États-Unis, au Canada, en Amérique du Sud, en Asie du sud-est, en Afrique et en Australie. En 1986, il a fondé l'Institut de Marpa des Traducteurs, à Bodnath, au Népal, qui a offert des cours d'hiver intensifs en langue et écriture. Khenpo Rinpoché a continué à superviser cet institut après qu'il fut transféré au-dessus de Bodnath au monastère de Pullahari, siège de Jamgon Kongtrul Rinpoché. 
Rinpoché est également l'enseignant principal de Dzogchen Ponlop Rinpoché, et il est très proche de son centre de Nalandabodhi (en). Il enseigne souvent dans la communauté bouddhiste Shambhala. Rinpoché est aussi un premier enseignant de Lama Shenpen Hookham (en).
En 2010, le  17e karmapa conduit une cérémonie de longue vie à Bodhgaya pour lui et ses deux autres enseignants seniors.

### [6]En français
- Méditation sur la vacuité, Dzambala (1994)  (ISBN 2906940100 et 9782906940109)
- Les deux réalités, traduit par Philippe Cornu et Virginie Rouanet, Kunchab, 2009,  (ISBN 9054876409 et 9789054876403)
- Soleil de Sagesse : L’Intelligence Transcendante, le Traité Fondamental de la Voie Médiane, Enseignement du Noble Nagarjuna commenté par Khenpo Tsultrim Gyamtso Rinpotché. Traduit de l'anglais par Lydie Rakower, Édition Yogi Ling (2012)  (ISBN 978-2-911-41721-4)
- Étoiles de Sagesse: Méditation analytique, chants de réalisation et prières d’aspiration, avant propos du dalaï-lama et du karmapa, traduit de l'anglais par Sylvie Burner, IFS, 2017,  (ISBN 2875141279 et 9782875141279)

### En anglais
- Buddha Nature:The Mahayana Uttaratantra Shastra with Commentary by Jamgon Kongtrul and Khenpo Tsultrim Gyamtso Rinpoche, Snow Lion Publications (2000),  (ISBN 1-55939-128-6)
- Progressive Stages of Meditation on Emptiness, by Khenpo Tsultrim Gyamtso Rinpoche, translated and arranged by Shenpen Hookham, Zhyisil Chokyi Ghatsal Publications (2001)  (ISBN 1-877294-01-2)
- The Sun of Wisdom: Teachings on the Noble Nagarjuna's Fundamental Wisdom of the Middle Way by Khenpo Tsultrim Gyamtso Rinpoche, Shambhala Publications (2003),  (ISBN 1-57062-999-4)
- Maitreya's Distinguishing Phenomena and Pure Being, Commentary by Mipham and Khenpo Tsultrim Gyamtso Rinpoche, translated by Jim Scott, Snow Lion Publications (2004)  (ISBN 1-55939-215-0)